# Open Castilla y León 2021
L'Open Castilla y León 2021 è stato un torneo di tennis facente parte della categoria Challenger 90 nell'ambito dell'ATP Challenger Tour 2021. È stata la 35ª edizione del torneo che si è giocato sui campi in terra rossa dell'Open Tennis Villa di El Espinar, nei pressi di Segovia, in Spagna, dal 26 luglio al 1º agosto 2021.

## Partecipanti

### Teste di serie
| Nazionalità | Giocatore                | Ranking* | Testa di serie |
| ----------- | ------------------------ | -------- | -------------- |
| Spagna      | Feliciano López          | 89       | 1              |
| Francia     | Benjamin Bonzi           | 111      | 2              |
| Francia     | Grégoire Barrère         | 135      | 3              |
| Svizzera    | Marc-Andrea Hüsler       | 162      | 4              |
| Portogallo  | Frederico Ferreira Silva | 174      | 5              |
| Francia     | Quentin Halys            | 181      | 6              |
| Francia     | Mathias Bourgue          | 201      | 7              |
| Turchia     | Altuğ Çelikbilek         | 203      | 8              |
| Turchia     | Cem İlkel                | 209      | 9              |

* Ranking al 19 luglio 2021.

### Altri partecipanti
I seguenti giocatori hanno ricevuto una wild card nel tabellone principale:
- Julio César Porras
- Alejandro Moro Cañas
- Nikolás Sánchez Izquierdo

I seguenti giocatori sono entrati in tabellone come alternate:
- Adrian Andreev
- Johannes Härteis
- Filip Jianu

I seguenti giocatori sono passati dalle qualificazioni:
- Carlos Gimeno Valero
- Nicolas Moreno de Alboran
- Dalibor Svrčina
- Luca Vanni

## Punti e montepremi
| Torneo    | Torneo              | V     | F     | SF    | QF    | 2T    | 1T  | Q | Q2  | Q1  |
| Singolare | Punti               | 90    | 55    | 33    | 17    | 8     | 0   | 5 | 2   | 0   |
| Singolare | Premi in denaro (€) | 9 200 | 5 400 | 3 250 | 1 850 | 1 100 | 660 | – | 330 | 165 |
| Doppio    | Punti               | 90    | 55    | 33    | 17    | –     | 0   | – | –   | –   |
| Doppio    | Premi in denaro (€) | 3 950 | 2 350 | 1 380 | 850   | –     | 460 | – | –   | –   |

## Campioni

### Singolare
Benjamin Bonzi ha sconfitto in finale  Tim van Rijthoven con il punteggio di 7–6(10), 3–6, 6–4.

### Doppio
Robert Galloway /  Alex Lawson hanno sconfitto in finale  JC Aragone /  Nicolás Barrientos con il punteggio di 7–6(8), 6–4.